# أوتو لوفي
أوتو لوفي (بالألمانية: Otto Loewi)‏ كان طبيبًا وعالم أدوية نمساويًّا-ألماني المولد، ولد في 3 يونيو 1873 وتوفي في 25 ديسمبر 1961. حصل على جائزة نوبل في الطب عام 1936 ـ مناصفة مع هنري ديل ـ لاكتشافه الأستيل كولين. حيث يعرف أوتو لوفي بأب العلوم العصبية.

## حياته

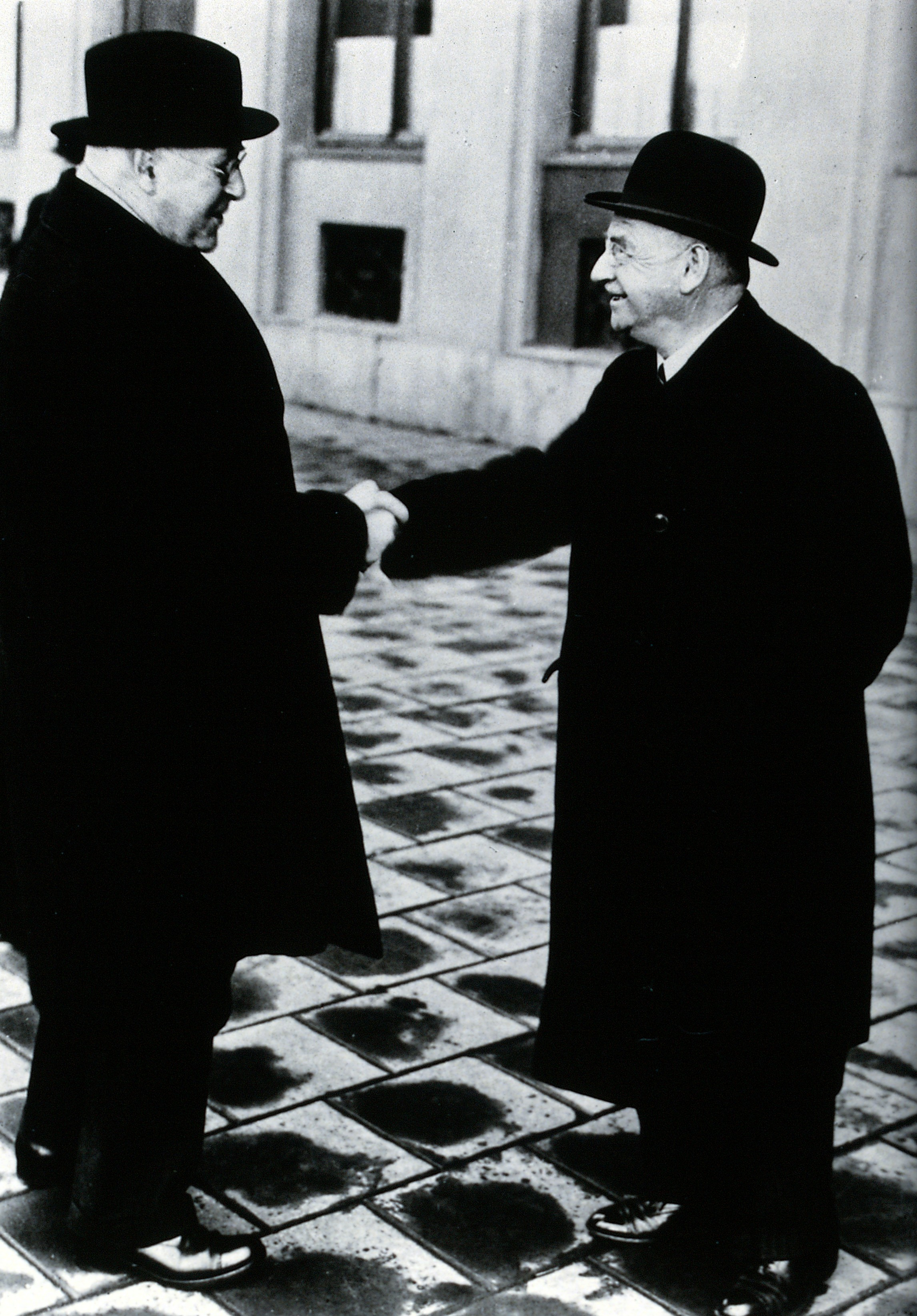
السير هنري ديل وأوتو لوي

ولد لوفي في مدينة فرانكفورت الألمانية، وحصل على شهادة الطب سنة 1896 من جامعة ستراسبورغ إبان أن كانت ستراسبورغ جزءًا من الأراضي الألمانية. عمل عامي 1897 و1898 بمستشفى مدينة فرانكفورت مساعدًا للدكتور كارل فون نوردن. غير أنه سرعان ما نبذ الطب السريري واتجه إلى البحث الطبي بعد أن صدمه ارتفاع وفيات الدرن والالتهاب الرئوي لعدم وجود أدوية لها آنذاك، فاختار العمل بأبحاث علم الأدوية. وفي سنة 1898 نجح في العمل بوظيفة مساعد للبروفيسور هانس هورست ماير، عالم الأدوية البارز بجامعة ماربورغ، الذي عمل أستاذًا لعلم الأدوية في فيينا بدءًا من عام 1904. وفي عام 1905 ترقى لوفي إلى درجة أستاذ مشارك بمختبر ماير، وفي سنة 1909 شغل كرسي علم الأدوية في غراتس.

## التكريم والجوائز
- 1936: جائزة نوبل في الطب (مع هنري هاليت ديل)
- الدكتوراه الفخرية من جامعات نيويورك وييل وغراتس وفرانكفورت
- جائزة علم وظائف الأعضاء من الأكاديمية الملكية للعلوم في بولونيا
- جائزة ليبن من أكاديمية فيينا
- 1944: جائزة كاميرون من جامعة إدنبرة
- عضو شرفي بكل من: الجمعية الفسيولوجية بلندن، وجمعية هارفي بنيويورك، والجمعية الإيطالية لعلم الأحياء التجريبي.
- عضو بالمراسلة بكل من: الرابطة الطبية بفيينا، والجمعية البيولوجية بفيينا، وجمعية تقدم العلوم في ماربورغ
- عضو الأكاديمية الألمانية للعلوم ليوبولدينا في هاله.
- 1954: عضو أجنبي بالجمعية الملكية

## روابط خارجية
- أوتو لوفي على موقع الموسوعة البريطانية (الإنجليزية)
- أوتو لوفي على موقع مونزينجر (الألمانية)
- أوتو لوفي على موقع إن إن دي بي (الإنجليزية)